# Лаура Тесоро
Лаура Тесоро е белгийска певица и актриса. Тя е избрана да представи Белгия на „Евровизия 2016“ с песента „What's the Pressure“.
Тя е също така позната на публиката с образа на Шарлът във фламандската сапунена опера „Familie“ и със своето 2-ро място в 3-тия сезон на „Гласът на Фландрия“.

## Биография
Тесоро е родена на 19 август 1996 г. във Фландрия. Баща ѝ е италианец, а майка ѝ – белгийка. Участва във фламандската криминална драма „Witse“ през 2008 г., след това взема участие в мюзикълите „Ани“ и „Домино“.